# Naturaleza muerta con Biblia
Naturaleza muerta con Biblia es un cuadro del pintor posimpresionista Vincent van Gogh que se encuentra en el Museo Van Gogh. El cuadro fue pintado en octubre de 1885 en la localidad neerlandesa de Nuenen, donde Van Gogh estuvo residiendo desde diciembre de 1883 hasta noviembre de 1885.

## Descripción
La imagen muestra dos libros situados sobre una mesa cubierta por un paño. Estos libros son la Biblia, de tamaño grande, que ocupa la parte central de la mesa y se muestra abierta en el libro de Isaías; y el libro La alegría de vivir del escritor francés Émile Zola, que se muestra cerrado al borde de la mesa y de menor tamaño. También se puede ver una vela apagada junto a la Biblia.

## Análisis
La muerte del padre de Vincent, Theodorus van Gogh, en marzo de 1885, motivó la ejecución de esta obra en que el artista nos muestra la Biblia de su padre (quien fue predicador protestante), junto al libro La alegría de vivir. El libro de Zola es una obra maestra del realismo, mientras que el padre de Vincent lo considera una obra nefastamente escrita. Este es el gran contraste que presenta el cuadro: un libro religioso, de ideas antiguas y temática transcendental al lado de un libro de ideas modernas, con una óptica laica y realista. Pero más allá de eso lo que se ve a simple vista es la contraposición de un libro grande, abierto, bien conservado, situado en medio de la mesa y de aparencia majestuosa al lado de un libro pequeño y cerrado, destartalado y simple.
Las posibles interpretaciones del cuadro son múltiples. La más general es la del efecto sobre Vincent de la muerte de su padre, y las diferencias generacionales que hubo entre ellos. Una especie de Memento mori. Lo que resulta extraño es que Vincent tardase medio año en plasmar el recuerdo de su padre en un cuadro.
Otra posible interpretación es el del autorretrato psicológico, en el que la muerte de su padre no tiene nada que ver, y el contraste que se muestra es entre el 'Vincent' anterior, el de Borinage y el actual. En una de las cartas de Van Gogh (la 425), el pintor deja claro que su objetivo es vender la obra. Esto hace pensar que la obra no tenía ningún valor sentimental profundo, y da fuerza a la segunda hipótesis.
Por otra parte, la vela apagada podría simbolizar la extinción, tanto la de la vida de su padre, como la de su esperanza.